# ريتشارد هاغتون
ريتشارد هاغتون (بالإنجليزية: Richard Haughton)‏ هو لاعب اتحاد الرغبي بريطاني، ولد في 8 نوفمبر 1980 في إنجلترا في المملكة المتحدة.

## وصلات خارجية
- ريتشارد هاغتون على موقع دوري الرغبي الممتاز (الإنجليزية)
- ريتشارد هاغتون على موقع سلسلة سباعيات الرغبي العالمية - رجال (الإنجليزية)
- ريتشارد هاغتون عل موقع إسبنسكروم (الإنجليزية)
- ريتشارد هاغتون على موقع ItsRugby.co.uk (الإنجليزية)
- ريتشارد هاغتون على موقع أوليمبيديا (الإنجليزية)
- ريتشارد هاغتون على موقع اتحاد ألعاب الكومنولث (مؤرشف) (الإنجليزية)